# دريم (شخصية)
دريم هو بطل خارق ظهر لأول مرة في سلسلة رجل الرمل - فيرتيقو من كتابة نيل غيمان ونشر دي سي كومكس.صنفته موقع آي جي إن في المرتبة ال15 ضمن قائمتها لأفضل 100 بطل خارق في الكوميكس.